# 鍾嘉欣
鍾嘉欣（英語：Linda Chung Ka Yan，1984年4月9日—），香港女演員及歌手，《2003年度溫哥華華裔小姐競選》及《2004年度國際華裔小姐競選》冠軍，為前無綫電視經理人合約藝員。2018年1月約滿後離開無綫電視，並一度淡出娛樂圈，但2021年起復出。
鍾嘉欣於19歲出道後憑首個電視角色為時裝處境劇《皆大歡喜》中的「洪白嵐」為觀眾熟悉，後以23歲之齡躋身無綫電視當家花旦，並以27歲之齡被封為「五大花旦」之一。在無綫電視多年間，她多次入圍《萬千星輝頒獎典禮》「最佳女主角」最後五強，亦多次獲各地傳媒及網民封為「民選視后」，曾先後憑劇集《巨輪》、《華麗轉身》、《星空下的仁醫》在《TVB 馬來西亞星光薈萃頒獎典禮2013》、《萬千星輝頒獎典禮2015》、《萬千星輝頒獎典禮2021》以100%全民投票下奪得「最喜愛TVB女主角」、「中國內地最受歡迎TVB劇女藝人」、「馬來西亞最喜愛TVB女主角」。除了電視上的發展外，她也向電影和音樂界發展，曾憑電影《十分愛》入圍第二十七屆香港電影金像獎「最佳新演員」最後五強，以及連續三年獲得「新城勁爆女歌手」獎。

## 背景

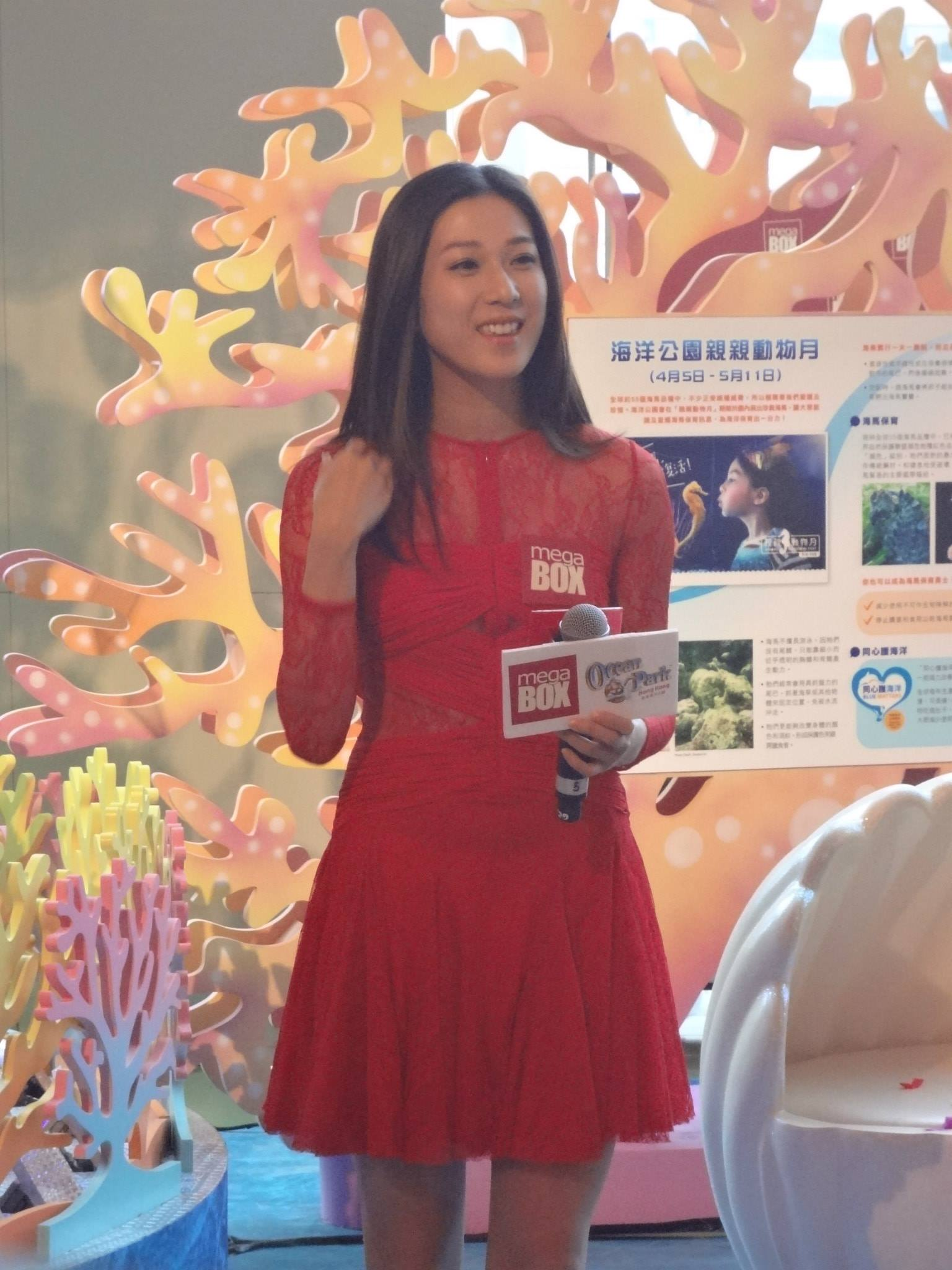
2014年3月23日，鍾嘉欣為「MegaBox X 海洋公園親親動物月」揭幕禮擔任嘉賓

### 成長
鍾嘉欣出生於加拿大英屬哥倫比亞省楓樹嶺鎮（Maple Ridge）的一個華裔家庭，家中有父母及兄姊各一。2002年，她在溫哥華的譚普敦中學畢業，同年升讀英屬哥倫比亞大學，並完成了第二年兒童教育系的課程，希望能成為一位小學教師。

### 入行經過
鍾嘉欣在大學暑假期間參加了英屬哥倫比亞省本拿比市麗晶廣場所舉辦的第一屆選美比賽，在《麗晶活力新星大賽》（Crystal Cover Girl）得到第一名，並獲推薦參選《2002年溫哥華華裔小姐》卻拒絕參選。2003年，她再獲推薦參選《溫哥華華裔小姐競選》，奪得「溫哥華華裔小姐」冠軍且獲得另外三個獎項，而劉鳳屏是其歌唱老師。2004年，她再度抱參加暑期活動的心態參加了由香港電視廣播有限公司所舉辦的《國際華裔小姐》比賽。比賽前一日，評判之一的陳慧琳提到﹕「我鍾意12號鍾嘉欣，嚟自溫哥華，因為佢笑容甜美。」令鍾嘉欣於選前才成為大熱人選，最終繼2001年的廖碧兒與2002年的周雪後，她成為了第三位來自溫哥華的「國際華裔小姐」。同屆有第二名的曹敏莉與第三名的洪巧玲。原本準備回溫哥華完成最後一年大學課程的她，當選後三個月便接到無綫電視的通知，獲邀參與當時播映的處境劇集，其後順利簽約成為旗下經理人合約藝員，從此展開其演藝事業。

## 演藝發展

### 電視台發展

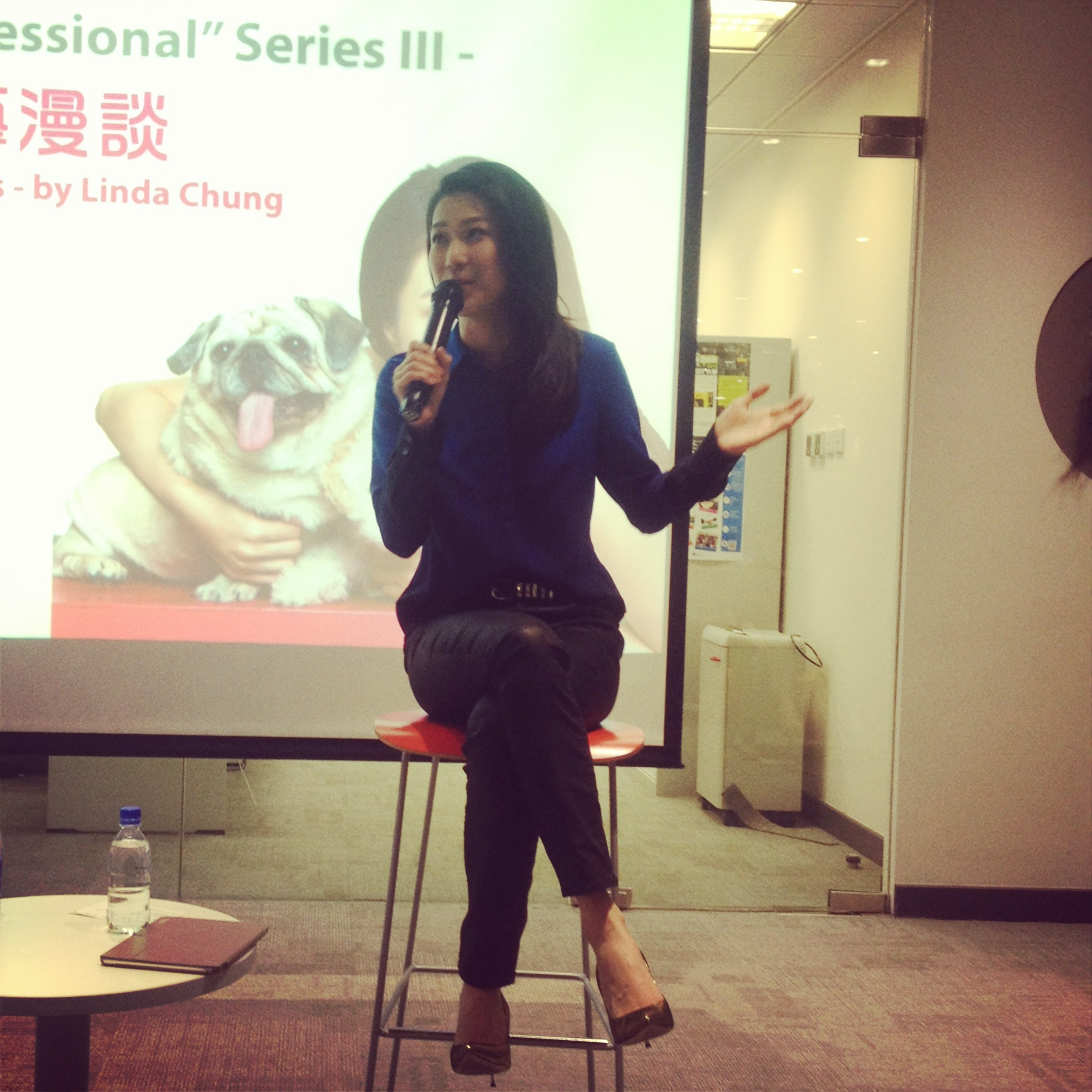
在香港科技大學演講

2004年4月1日，鍾嘉欣參選完結後正式簽約無綫電視，首次參與了成為拍攝處境劇《皆大歡喜》，飾演「洪白嵐」一角而初為觀眾所認識，其演技獲得認同，也憑此角色首次提名《2004年萬千星輝頒獎典禮》的「本年度我最喜愛的飛躍進步女藝員」。除此之外，由於她在短時期裏拍攝了許多廣告和音樂錄影帶，遂獲曾勵珍旗下的無綫電視監製李添勝、梁材遠、羅永賢、徐遇安等重用。另外基於這個原因，她亦因此獲委任為「翡翠新力量」（楊施詩、符思思、沈穎婷、關伊彤、楊秀惠、蔡淇浚、劉家聰、黎諾懿、胡諾言、崔建邦、司徒瑞祈）成員之一。2006年，她憑《法證先鋒》裏的「林汀汀」一角獲雜誌選為「最理想的螢幕情人」，而僅僅出道2年的她先後拍攝劇集《隨時候命》、《人生馬戲團》和《法證先鋒》，並在《萬千星輝頒獎典禮2006》奪得「飛躍進步女藝員」獎。
2007年，鍾嘉欣以23歲之齡主演重頭劇《溏心風暴》，於劇中飾演女主角「常在心」，獲觀眾及網民大讚演技出色，哭戲拍得入肉，她憑劇裡的「常在心」而人氣急升，而劇中她與陳豪及林峯的三角戀也受到觀眾關注，並數度為最高收視情節。除了成為其代表作之外，亦讓她與林峯一起奪得《Astro華麗台電視劇大獎2008》「我的至愛情侶檔」的獎項，提名競逐《萬千星輝頒獎典禮2007》「最佳女主角」殊榮，並首次入圍「我最喜愛的電視女角色」最後五強。2008年，她於姊妹作《溏心風暴之家好月圓》中飾演「于素心（阿秋）」的表現亦得到好評，主演情節並獲得全年最高收視及歷年十大最高收視；在年尾以《金石良緣》和《搜神傳》裡的「施嘉嘉」和「薊彩芝」入圍《萬千星輝頒獎典禮2008》「最佳女主角」和「我最喜愛的電視女角色」最後五強，並憑《金石良緣》「施嘉嘉」一角再次奪得「我的至愛角色」獎。
2009年，鍾嘉欣在《珠光寶氣》裡首度飾演反派角色「宋子凌」，受到好評並入圍《萬千星輝頒獎典禮2009》「最佳女配角」最後五強。翌年，她共有四齣電視劇集於翡翠台播出，其中三齣是喜劇，同時都獲得好評。而主演的《老友狗狗》飾演「黎羨如（Dr.Sammi）」，成為同年第一季劇集收視之冠及全年劇集收視前五名。此外，她憑《蒲松龄》裡的「柳心如」獲得《MY AOD我的最愛頒獎典禮2010》「十大我的最愛電視角色」，以及入圍《萬千星輝頒獎典禮2010》「最佳女主角」的最後五強。及後於11月下旬播出《囧探查過界》飾演「鍾意得」一角，與王喜搭檔歡喜冤家的演出再度獲得好評。2011年4月播映的《點解阿Sir係阿Sir》亦是她另一部代表作，劇中飾演「古嘉嵐（Miss Koo ／ Miss Cool）」一角，冷酷、甜蜜、崩潰三個階段的演出均受追捧，表現受到不少觀眾讚賞，首度被封為「民選視后」，也憑此劇入圍競逐《萬千星輝頒獎典禮2011》「最佳女主角」及「我最喜愛的電視女角色」的最後五強。其演出雖為民意大熱，但未能獲獎，無綫電視及廣播事務管理局皆接獲多宗賽果不公的投訴，網上亦有爭議。該角色終僅於《MY AOD我的最愛頒獎典禮2011》奪得「十五大我的最愛電視角色」的獎項。另外，她曾在11月《明報周刊演藝動力大獎》中憑《點解阿Sir係阿Sir》獲提名「最突出電視女演員獎」但敗給鄧萃雯，然而獲得另一由公眾投票選出的「我最支持的演藝動力大獎」，成為單人奪得此獎項的最年輕得主。
2012年1月，鍾嘉欣在《缺宅男女》飾演「關嘉樂」一角而獲讚賞，與吳卓羲及謝天華的三角關係受到關注。同年8月，她第一次參與新加坡的《星和無綫電視大獎2012》且連奪三獎，分別是憑《點解阿Sir係阿Sir》與陳豪獲頒「我最愛TVB螢幕情侶」、憑《缺宅男女》關嘉樂獲得「我最愛TVB電視女角色」及「最佳笑容獎」。而她在與馬浚偉第五度搭檔的溫情喜劇《當旺爸爸》飾演爽直女警「高如珠」，放下形象的喜劇演出受到不少好評；她於《耀舞長安》第二度飾演反派「卞玉嫣」，同樣為觀眾帶來驚喜。另外，她在《點解阿Sir係阿Sir》姊妹作《護花危情》飾演的「喬子琳」一角，為全年收視之冠，亦入圍《萬千星輝頒獎典禮2012》「最佳女主角」最後五強，不過未有被安排入圍「我最喜愛的電視女角色」，無綫電視終接獲60宗投訴；該角色同時間奪得《MY AOD我的最愛頒獎典禮2012》「十五大我的最愛電視角色」獎。2013年3月，她連續六年入圍後首次登上《第23屆壹電視大獎》「十大電視藝人」的第一位。同年5月，她在綜藝節目《玩嘢王》的反間計演出備受讚賞，再度獲捧為「民間視后」，不久更在越南最大電影論壇的《越南DMA頒獎典禮》中連續兩年奪得年度大獎「最受歡迎女演員」。同年9月，她憑《護花危情》中「喬子琳」一角在《星和無綫電視大獎2013》再度奪得「我最愛TVB電視女角色」，同時亦獲得「全天候亮麗藝人獎」及「靚爆星光大道獎」。
2013年9月，鍾嘉欣主演的劇集《巨輪》播出，她於劇中飾演「卓靜（Rachel）」一角，其角色備受觀眾歡迎，演技亦備受讚賞，劇集獲得收視口碑佳績。自劇集播出以來，觀眾都十分關注鍾嘉欣與陳展鵬於劇中的感情發展，她更獲不少觀眾及網民捧為《萬千星輝頒獎典禮2013》「最佳女主角」及「最受歡迎電視女角色」大熱人選。她最終憑《巨輪》中「卓靜（Rachel）」一角在100%全民投票下的《TVB 馬來西亞星光薈萃頒獎典禮2013》勇奪「最喜愛TVB女主角」及「最喜愛TVB電視角色」兩獎，成為「大馬雙料視后」，亦入圍《萬千星輝頒獎典禮2013》「最佳女主角」及「最受歡迎電視女角色」最後五強。
2014年1月，鍾嘉欣接拍賀歲微電影《A Time of Love 愛情來的時候》韓國篇，與韓國男星延政勳合作，同年3月26日獲香港科技大學邀請進行一小時的演講，以「鍾嘉欣演藝漫談」為題與學生分享人生的抉擇、轉變、以及實踐理想，是唯一獲邀請到大學演講的香港電視女演員。其後，她主演電視劇《大藥坊》飾演「杜佳期」一角，演出再度受到好評，且先後在《星和無綫電視大獎2014》及《TVB 馬來西亞星光薈萃頒獎典禮2014》中分別獲得「我最愛TVB電視女角色」及「最喜愛TVB電視角色」獎項；及後再憑《飛虎II》中冷艷的臥底警察「鍾韋恩」一角於《星和無綫電視大獎2015》中獲得「我最愛TVB電視女角色」獎項。2015年，她在《華麗轉身》中飾演貪錢港女「司徒迪迪」，演出獲得讚賞，並在《TVB 馬來西亞星光薈萃頒獎典禮2015》獲得「最喜愛TVB電視角色」。不過她於「最喜愛TVB女主角」原為投票第一位，頒獎禮前卻淪為第二位；同年12月在東網巨星舉辦的《東網民選TV King & Queen （民意視帝視后）》，憑同時角色以總數6,285票（81,197瀏覽人次）與陳展鵬一同獲得「民選視帝、視后」。在年尾舉辦的《萬千星輝頒獎典禮2015》中，她再憑100%中國內地網民投票奪得「2015年度內地最受歡迎TVB劇女藝人」獎，亦第六度入圍「最佳女主角」及「最受歡迎電視女角色」最後五強。
2016年，鍾嘉欣在劇集《警犬巴打》裡飾演獸醫「馬志昊」，並入圍《萬千星輝頒獎典禮2016》「最佳女主角」及「最受歡迎電視女角色」候選名單內。同年下半年，她以照顧孩子與家庭為由而暫時淡出演藝圈，故《警犬巴打》成為其暫別作品，另外也傳出即使劉家豪監製多次聯絡她出演《溏心風暴3》，她亦以家庭因素而婉拒。2017年5月，她替《溏心風暴3》錄製了一首英文插曲，表示仍很喜歡娛樂圈的工作，並於2017年9月在《再創世紀》中客串飾演「鄭思妤」一角，與林文龍再度合作，同年12月便與無綫電視結束合約，近13年之後的賓主關係，恢復自由身；2018年3月，鍾嘉欣在個人社交網站上宣布再度懷孕，並提到自己與TVB的合約正式完結，感謝TVB過去14載的栽培，以34歲之齡她在《再創世紀》飾演「鄭思妤」的女主角出場，與同劇演員合作；同年9月10日播出，同年12月底，應新時代電視邀請聯同《2016年國際中華小姐競選》冠軍朱亞琳，一起擔任《溫哥華華裔小姐競選》大會評判；同月，她帶同16個月大的女兒Kelly到香港迪士尼樂園拍攝聖誕特輯，兩母女首度同場演出。
2020年，闊別熒幕三年的鍾嘉欣回歸無綫電視，並以10萬一集薪酬接拍時裝醫療劇《星空下的仁醫》，該劇為2021年四部台慶劇之一。她於劇中飾演心胸肺外科副顧問醫生「章以芯（Eman）」，與鄭嘉穎搭檔的歡喜冤家獲觀眾讚賞，其演出亦被指專業及有台型，並再度被力捧為視后大熱人選，在《萬千星輝頒獎典禮2021》奪得「馬來西亞TVB最喜愛女主角」獎，並在「最佳女主角」、「最受歡迎電視女角色」及「最受歡迎電視拍檔」均入選最後五強；其後於第六屆《觀眾在民間電視大獎》入選「民選最佳女主角」最後五強，期間一度排行首位，最終獲14,576票，以1.72%之微屈居第二。
2024年2月，鍾嘉欣應HOY TV邀請，預先在維多利亞港的郵輪上為賀年特備節目《龍騰灣區歡樂年 香港版》錄制兩首歌曲的現場表演片段，該節目於大年初一晚播出，為其於香港首次登上無綫電視以外的電視台節目。

### 音樂發展
2005年，鍾嘉欣以往曾在節目中現場獻唱得到不俗評價，因此增加了在節目演唱的機會；2006年也唱出第一首個人歌曲《發誓》，收錄在《金牌女兒红》，是主演劇集《搜神傳》的片尾曲。此後，她演唱了不少其演出的電視劇的主題曲和片尾曲，也有演唱兒歌。2008年除了拍攝電視劇、電影和廣告，無綫電視更替她開拓歌唱事業，與星娛樂（Star Entertainment Ltd）簽約正式成為歌手，成為歌、影、視三棲的藝人；同年8月20日，星娛樂為她推出其首張個人大碟《1人晚餐。2人世界》，並在10月21日推出第二版，銷量不俗，發行三個月便獲得「金唱片」15,000張的銷量，獲得「最暢銷本地女新人」之名，其第二主打歌曲《其實我不快樂》亦在網上熱播，首張唱片受到歡迎，此外也在不少香港大型音樂頒獎典禮獲得多個女新人的獎項。
2009年，鍾嘉欣推出第二張個人大碟《My Love Story》，當中《日夜想你》、《生死也為愛》和《有一天》都是她自己作曲的。由她作曲的《日夜想你》更在數個音樂頒獎典禮中獲頒發獎項，其專輯在發行大約一個月亦獲得「金唱片」的銷量，也在2010年推出第二版。2011年1月5日，繼2010年上半年與鄭融合唱的派台作品《愛得起》後，事隔近一年再派出改編歌曲《If You Want Me》。基於商業電台向來很少支持無綫電視出身的歌手，因此新人一年過後大多沒有機會再上榜。但在該歌曲派台後，其歌唱技巧讓她獲商業電台唱片騎師黃君慧、余迪偉和鄺兆昌在電台讚賞，並登上903專業推介。
2011年，鍾嘉欣發行了第三張個人音樂專輯《My Private Selection》，並在同日舉行首賣會和在4月3日舉行簽唱會；同年11月下旬，她從星娛樂轉投新唱片公司星煥國際，於2012年11月推出新碟《Love Love Love》，收錄其創作作品《友愛是這麼簡單》，唱片於推出三日即登上「HMV銷量榜」第九位，後來更登上「第一位」，在「香港唱片商會銷量榜」更連續五星期上榜，其中兩星期獲得第二位，也陸續登上其他唱片銷量榜，獲得「白金唱片」銷量的佳績。星煥國際於2012年12月27日推出以最幸福為題的第二版，收錄《幸福摩天輪》主題曲《幸福歌》及由黃宗澤讀白的《最幸福的事》，後來亦重新登上唱片銷量榜。及後，此唱片也獲IFPI頒發「十大最暢銷的本地唱片」。同年12月及2013年1月，歌曲《你是我的一半》成功登上香港電台、新城電台及無綫電視勁歌金榜的冠軍位置，成為其第一首三台冠軍的作品。除了憑《預防針》獲得「新城勁爆新媒體歌曲」，她也首次獲得「新城勁爆女歌手」獎項。
2013年8月22至23日，鍾嘉欣於九龍灣國際展貿中心開辦首個小型演唱會《鍾嘉欣Love Love Love演唱會2013》；同年10月31日，星煥國際行政總裁何哲圖成立星夢娛樂集團有限公司，其唱片合約亦轉移到該公司。2014年，她慿微電影《愛情來的時候》的主題曲《鋼琴哭》，獲得2014年度《勁歌金曲優秀選第一回》得獎歌曲，以及首次在《新城勁爆頒獎禮》獲得二十一大「新城勁爆歌曲」，連續三年獲得「新城勁爆女歌手」獎項」；同月20日於馬來西亞舉行其首次的海外個人演唱會《鍾嘉欣大愛演唱會》。2015年，她為劇集《武則天》唱插曲《不顧一切》，謠傳原本演唱片尾曲《眼淚的秘密》，而吳若希則唱插曲《不顧一切》，因而令兩人不和。其後，她先為劇集《張保仔》唱插曲《一顆不變的心》，然後為《東坡家事》、《警犬巴打》唱主題曲《我不夠好》及《你懂我》。其中，《一顆不變的心》成為2015年度《勁歌金曲優秀選第二回》最高票數的得獎歌曲，而在總選的《勁歌金曲頒獎典禮》也首次入圍「最受歡迎女歌星」最後三強。
2016年4月12日，鍾嘉欣在結婚之後推出新專輯，以《星空愛情》為主題，收錄了自己爲結婚而親自作曲的《我結婚了》，並再次找來好友王祖藍填詞。歌曲上載至土豆網後，不消一天已累積超過30萬觀看次數。惟歌曲名單曝光後，有九成皆是無綫電視劇集相關歌曲而被稱為「TVB劇集歌曲精選」，只有《我結婚了》和《我的愛情無疾而終》兩首新歌，不過前者在鍾嘉欣結婚補擺酒當天已經公開發布，後者鍾嘉欣則曾以歌名《沒有不可能》演唱過，另有一首未有曝光的新歌《我記不起》，事件引起不少歌迷不滿。雖然她因婚事沒有出席任何唱片宣傳，且只有零星兩首新歌，但該專輯推出後，旋即登上各大數碼唱片銷量榜，在「零宣傳」下仍然可以連續6星期登上「香港唱片商會銷量榜」。在2016年的後半期，她以照顾孩子与家庭为理由而暂时淡出演艺圈。
2017年，鍾嘉欣產後復出為劇集《溏心風暴3》錄製插曲《I Promise》，此歌是其完約前最後一首透過星夢娛樂推出的作品；2019年替女兒創作新歌《做你的晨曦》，在網上音樂流行榜《AEG Music音樂排行榜頒獎典禮》中，同時獲頒「鑽石躍進歌手」及「鑽石MV歌曲」兩大獎項。2021年為其主演劇集《星空下的仁醫》唱主題曲《好好珍惜自己》，並同時入圍《萬千星輝頒獎典禮2021》「最受歡迎電視歌曲」及第六屆《觀眾在民間電視大獎》「民選最佳電視歌曲」最後五強，後者於投票期間全程入選五強，最終獲得2348票，更是唯一一首代表無綫電視入選五強的歌曲，截至2023年並未再有無綫電視劇集歌曲能打入五強。

### 電影發展
2007年，鍾嘉欣首度參演電影，在《十分愛》中飾演晴晴一角而嶄露頭角，並憑這部處女作獲提名第27屆香港電影金像獎「最佳新演員」獎。其後，她在《花花型警》首次擔任電影女主角。另外，她在《十分愛》電影姊妹作《我的最愛》客串演出。2010年，她在由曾志偉所領導的賀歲電影《72家租客》裡飾演曾志偉與袁詠儀的女兒，並首次飾演一名詠春打女。

### 其他發展
2019年，鍾嘉欣開設個人youtube頻道，並於2022年獲得十萬訂閱獎牌。

## 感情生活

### 緋聞
鍾嘉欣18歲仍在溫哥華生活的時候曾有一段初戀，但出道後曾分別與林峯、伍允龍及陳展鵬傳出緋聞。

### 婚姻與家庭
2016年2月24日，鍾嘉欣於Instagram及微博宣布婚訊，對方剛巧是前電視廣播有限公司行政主席梁乃鵬的中加混血姪兒 Jeremy Leung (脊醫Chiropractor)，二人於2015年初於溫哥華經胞姊Annie介紹而認識，同年秋季求婚並於年底成婚，並於2016年2月27日補擺喜酒。
她婚後長居加拿大，2016年5月8日母親節於Instagram及微博發佈懷有身孕，2016年8月27日則宣佈在加拿大產下7磅5安士的女兒梁愛晨（Kelly），2018年3月再宣佈懷有第二胎。
2018年9月6日，鍾嘉欣宣佈在家中順產誕下重7磅14安士的兒子梁志誠（Jared Anthony Leung）。
2022年4月9日，鍾嘉欣在38歲正日生日在Facebook和Instagram宣佈再度懷孕第三胎。同年10月27日，鍾嘉欣宣布產下7磅8安士的次女梁紫琳（Anika Linda Leung）。

## 軼事

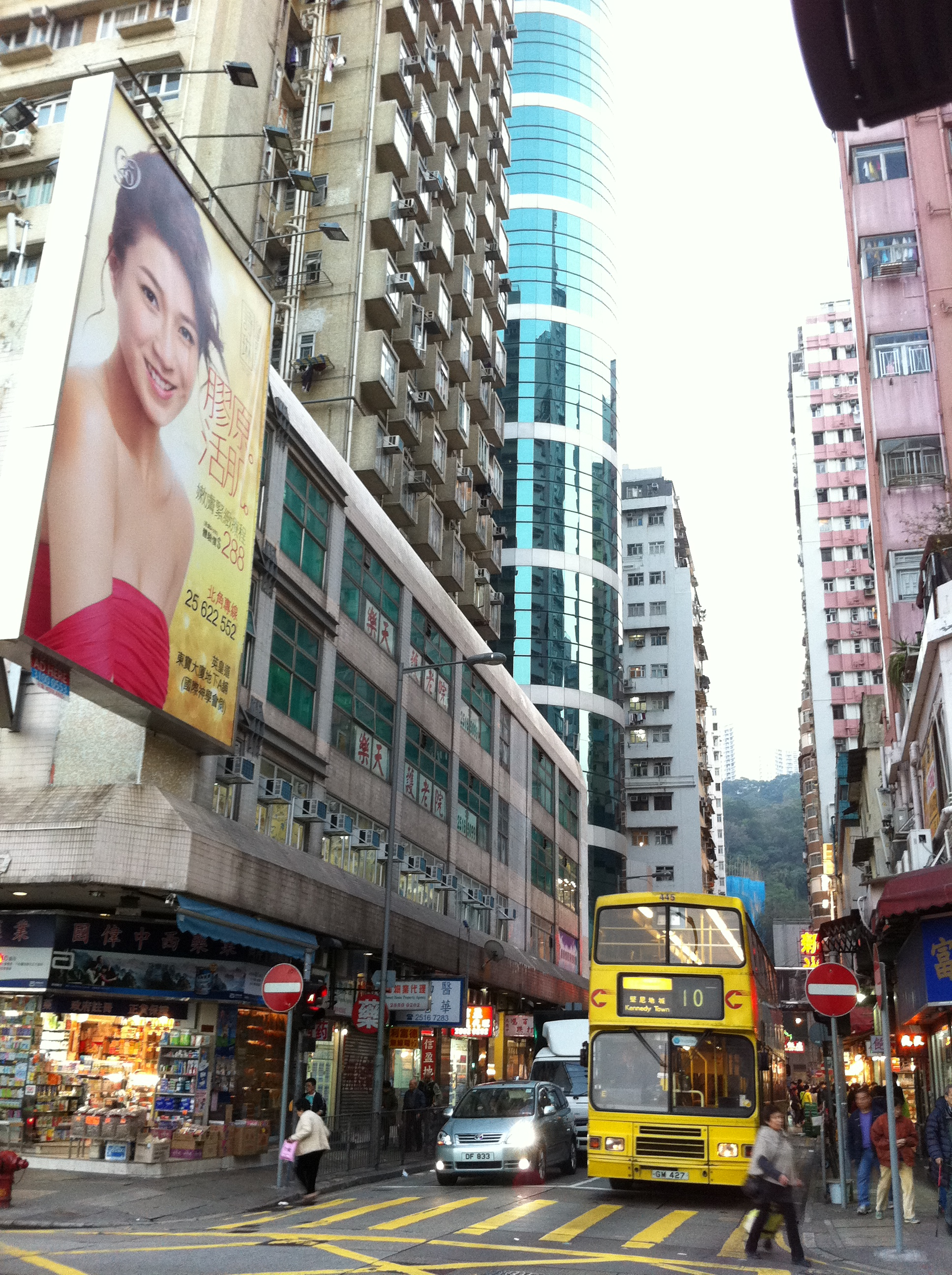
詩林美容在北角書局街的廣告，大型廣告內為代言人鍾嘉欣

- 鍾嘉欣與李亞男、王君馨、苟芸慧、岑麗香自發組成祈禱小組「Amazing Esthers」。
- 鍾嘉欣經常為女性雜誌的封面人物，故其於廣告市場上以針對女性客戶為主。她亦屢次登上青少年雜誌及潮流雜誌封面，同時開拓年輕客戶及更高檔次客戶的市場，曾獲得「最強人氣廣告天后」。
- 2011年初，鍾嘉欣被網絡討論區封為「嘉欣BB」，直到2012年更是第一個獲香港傳媒封為「BB」的藝人，此後成為一眾傳媒、藝人、網民和市民對她的暱稱。[67][68]
- 2020年，鍾嘉欣曾在直播中公開手袋，其中她拿起幾塊護墊表示，因兩名子女都是順產，所以產後有出現尿滲的情況。[69]

## 演出作品

### 劇集
| 首播   | 劇名                           | 角色                  |
| 2004年 | 富豪海灣非凡情緣               | Ling                  |
| 2004年 | 皆大歡喜（第259集起）          | 洪白嵐（Michelle）    |
| 2005年 | 奇幻潮（單元九）               | Cathy                 |
| 2005年 | 随時候命                       | 施楚淇（Sandra）      |
| 2006年 | 人生馬戲團                     | 路 丹（丹丹）         |
| 2006年 | 法證先鋒                       | 林汀汀（汀汀）        |
| 2007年 | 迎妻接福                       | 杜麗瑩（Sheila）      |
| 2007年 | 溏心風暴                       | 常在心                |
| 2007年 | 我外母唔係人（無綫劇集台首播） | 紫 薇（百花仙子）     |
| 2008年 | 金石良緣                       | 施嘉嘉（嘉嘉）        |
| 2008年 | 法證先鋒II                     | 林汀汀（客串首6集）   |
| 2008年 | 溏心風暴之家好月圓             | 素心（阿秋）          |
| 2008年 | 搜神傳                         | 薊彩芝（好彩妹）      |
| 2008年 | 珠光寶氣                       | 宋子凌（Elise）       |
| 2009年 | 老友狗狗                       | 黎羡如（Sammi）       |
| 2010年 | 蒲松齡                         | 柳心如                |
| 2010年 | 公主嫁到                       | 吳四德（阿四）        |
| 2010年 | 囧探查過界                     | 鍾意得（得仔）        |
| 2011年 | 點解阿Sir係阿Sir               | 古嘉嵐（Carman）      |
| 2011年 | 九江十二坊                     | 宋子澄                |
| 2011年 | 荃加福祿壽探案                 | 施 影                 |
| 2012年 | 缺宅男女                       | 關嘉樂（樂樂）        |
| 2012年 | 當旺爸爸                       | 高如珠（Madam Ko）    |
| 2012年 | 耀舞長安                       | 卞玉嫣（昶麗郡主）    |
| 2012年 | 護花危情                       | 喬子琳（Hailey）      |
| 2012年 | 幸福摩天輪                     | 康如楓                |
| 2013年 | 巨輪                           | 卓 靜（Rachel）       |
| 2014年 | 大藥坊                         | 杜佳期                |
| 2014年 | 飛虎II                         | 鍾韋恩（Madam Chung） |
| 2015年 | 華麗轉身                       | 司徒迪迪（迪迪）      |
| 2016年 | 警犬巴打                       | 馬志昊（Dr. Ma）      |
| 2016年 | 巨輪II                         | 卓 靜（Rachel）       |
| 2018年 | 再創世紀                       | 鄭思妤（Janice）      |
| 2021年 | 星空下的仁醫                   | 章以芯（Eman）        |
| 未播映 | 哪吒與楊戩                     | 楊秀英                |

### 電影 及 微電影
| 首映/首播 | 電影名                  | 角色               |
| 2007年    | 十分爱                  | 晴 晴              |
| 2008年    | 花花型警                | 麗 莎（Lisa）      |
| 2008年    | 我的最愛                | 阿 欣              |
| 2010年    | 72家租客                | 哈 女（功夫女郎）  |
| 2013年    | 超級巨猩3D              | 趙薇薇（粵語配音） |
| 2014年    | 愛情來的時候單元三 · 篇 | Linda              |

### 廣播劇
| 首播                   | 劇名                        | 角色            |
| 2009年3月23日至4月3日  | 情情塔塔（新城知訊台997）   | 小 津（第10集） |
| 2011年8月15日至8月19日 | 你好，謝謝！（My FM偶像劇） | Kimchi（第5集） |

### 主持節目
| 首播           | 節目名          | 備註                                                                      |
| 2005年         | 金雞報喜迎新春  | 與梅小惠、阮兆祥及鄧梓峰一同主持                                          |
| 2007年2月5-9日 | 打吡體育快訊    | 1連5集主持                                                                |
| 2009年         | 霎時感動        | 第162集九九一族「別貪多冒進 否則因小失大」、175集「天使為甚麼能夠飛」主持 |
| 2010年         | 我的故事·我的歌 | 第6集主持                                                                 |

### 音樂錄像
- 不包括鍾嘉欣有參與演唱的MV

| 年份   | 歌名           | 歌手     |
| 2004年 | 只要你愛我     | 鄭中基   |
| 2004年 | 分流           | 陳小春   |
| 2004年 | 二號院         | 陳紀匡   |
| 2004年 | 戀愛預告       | Double R |
| 2004年 | 嘭門           | 李克勤   |
| 2005年 | 別怪她         | 吳卓羲   |
| 2007年 | 愛在記憶中找你 | 林峯     |
| 2007年 | 赤地轉機       | 林峯     |

## 音樂作品

### 專輯
| 年份   | 專輯                               |
| 2008年 | 1人晚餐。2人世界                   |
| 2008年 | 1人晚餐。2人世界 Reloaded          |
| 2009年 | My Love Story                      |
| 2010年 | My Love Story Happy Ending Edition |
| 2011年 | My Private Selection               |
| 2012年 | Love Love Love                     |
| 2012年 | Love Love Love（最幸福特別版）     |
| 2016年 | 星空愛情                           |

### 演唱會
| 日期                    | 演唱會                         | 地區     | 場地                         |
| 2013年8月22日至8月23日  | 鍾嘉欣Love Love Love演唱會2013 | 香港     | 九龍灣國際展貿中心 Star Hall |
| 2014年12月20日          | 鍾嘉欣大愛馬來西亞演唱會2014   | 馬來西亞 | 雲頂世界雲星劇場             |
| 2024年8月10日           | Remember 記得．鍾嘉欣演唱會    | 中國廣州 | 中山紀念堂                   |
| 2024年11月29日至12月1日 | Remember 記得．鍾嘉欣演唱會    | 中國佛山 | 嶺南明珠訓練館               |
| 2025年4月26日           | Remember 記得．鍾嘉欣演唱會    | 中國深圳 | 寶安體育館                   |
| 2025年7月19日           | Remember 記得．鍾嘉欣演唱會    | 中國惠州 | 惠州體育館                   |
| 2025年8月23日           | Remember 記得．鍾嘉欣演唱會    | 中國中山 | 中山體育館                   |
| 2025年10月18日          | Remember 記得．鍾嘉欣演唱會    | 中國江門 | 新會體育中心體育館           |

### 創作作品
| 年份   | 創作作品                                         |
| 2008年 | 過山車（作曲）                                   |
| 2008年 | 有沒有她（作曲）                                 |
| 2009年 | 日夜想你（作曲）                                 |
| 2009年 | 有一天（作曲）                                   |
| 2009年 | 生死也為愛（作曲）                               |
| 2009年 | 有一天（國）（作曲）                             |
| 2009年 | 讓我繼續愛你（國）（作曲）                       |
| 2011年 | 得閒找你（作曲）                                 |
| 2012年 | 友愛是這麼簡單（國）（作曲、作詞）               |
| 2013年 | 然後（作曲）                                     |
| 2013年 | 我結婚了（作曲）                                 |
| 2014年 | 大愛（作曲）                                     |
| 2017年 | 做你的晨曦（媽咪晨早起身就望住我）（作曲、作詞） |
| 2021年 | 好好珍惜自己（作曲）                             |
| 2025年 | Believe In Yourself（作曲）                      |

### 派台歌曲成績
| 派台歌曲成績（四台）                  | 派台歌曲成績（四台）       | 派台歌曲成績（四台） | 派台歌曲成績（四台） | 派台歌曲成績（四台） | 派台歌曲成績（四台） | 派台歌曲成績（四台）                                                   | 派台歌曲成績（四台）                                                   |
| ------------------------------------- | -------------------------- | -------------------- | -------------------- | -------------------- | -------------------- | ---------------------------------------------------------------------- | ---------------------------------------------------------------------- |
| 唱片                                  | 歌曲                       | 903                  | RTHK                 | 997                  | TVB                  | 備註                                                                   | 備註                                                                   |
| 2008年                                |                            |                      |                      |                      |                      |                                                                        |                                                                        |
| 一人晚餐 二人世界                     | 二人世界                   | 13                   | 10                   | 4                    | -                    |                                                                        |                                                                        |
| 一人晚餐 二人世界                     | 其實我不快樂               | -                    | -                    | -                    | 1                    | 首支冠軍歌                                                             | 首支冠軍歌                                                             |
| 一人晚餐 二人世界                     | 火柴天堂                   | -                    | -                    | 6                    | -                    |                                                                        |                                                                        |
| 2009年                                |                            |                      |                      |                      |                      |                                                                        |                                                                        |
| My Love Story                         | 戀愛令人心痛               | -                    | -                    | 3                    | -                    | 與韋雄合唱                                                             | 與韋雄合唱                                                             |
| My Love Story                         | 日夜想你                   | -                    | 7                    | 2                    | 1                    |                                                                        |                                                                        |
| My Love Story                         | 明爭暗鬥                   | -                    | 11                   | 3                    | 2                    |                                                                        |                                                                        |
| 2010年                                |                            |                      |                      |                      |                      |                                                                        |                                                                        |
| My Love Story（Happy Ending Edition） | 愛得起                     | -                    | 3                    | 3                    | 1                    | 與鄭融合唱                                                             | 與鄭融合唱                                                             |
| 2011年                                |                            |                      |                      |                      |                      |                                                                        |                                                                        |
| My Private Selection                  | If You Want Me             | 15                   | 10                   | 2                    | 2                    |                                                                        |                                                                        |
| My Private Selection                  | 得閒找你                   | -                    | 15                   | 4                    | 3                    |                                                                        |                                                                        |
| 2012年                                |                            |                      |                      |                      |                      |                                                                        |                                                                        |
|                                       | 傷城記                     | ×                    | ×                    | ×                    | -                    | 無綫電視劇《缺宅男女》主題曲 與吳卓羲合唱 另派Acoustic Version獨唱版本 | 無綫電視劇《缺宅男女》主題曲 與吳卓羲合唱 另派Acoustic Version獨唱版本 |
|                                       | 傷城記（Acoustic Version） | -                    | -                    | -                    | -                    |                                                                        |                                                                        |
| Love Love Love                        | 最幸福的事                 | ×                    | ×                    | ×                    | -                    | 無綫電視劇《護花危情》主題曲 另派劇場版黃宗澤獨白版本                  | 無綫電視劇《護花危情》主題曲 另派劇場版黃宗澤獨白版本                  |
| Love Love Love                        | 預防針                     | -                    | -                    | 2                    | 1                    |                                                                        |                                                                        |
| Love Love Love                        | 你是我的一半               | -                    | 1                    | 1                    | 1                    | 首支三台冠軍歌                                                         | 首支三台冠軍歌                                                         |
| 2013年                                |                            |                      |                      |                      |                      |                                                                        |                                                                        |
| Love Love Love（最幸福特別版）        | 幸福歌                     | -                    | 8                    | 2                    | -                    | 無綫電視劇《幸福摩天輪》主題曲                                         | 無綫電視劇《幸福摩天輪》主題曲                                         |
|                                       | 喜氣洋洋                   | 19                   | 11                   | -                    | -                    | 與星煥群星合唱                                                         | 與星煥群星合唱                                                         |
| Love Love Love                        | Love Love Love             | ×                    | ×                    | ×                    | -                    | 《鍾嘉欣Love Love Love演唱會2013》主題曲                               | 《鍾嘉欣Love Love Love演唱會2013》主題曲                               |
| 2014年                                |                            |                      |                      |                      |                      |                                                                        |                                                                        |
| TV Love Songs Forever / 星空愛情      | 鋼琴哭                     | -                    | -                    | 2                    | 2                    | 微電影《愛情來的時候 韓國篇》主題曲                                    | 微電影《愛情來的時候 韓國篇》主題曲                                    |
|                                       | We Are The Only One        | ×                    | ×                    | ×                    | 1                    | 《2014 FIFA巴西世界盃》TVB主題曲 與TVB群星合唱                         | 《2014 FIFA巴西世界盃》TVB主題曲 與TVB群星合唱                         |
| 星空愛情                              | 大愛                       | -                    | -                    | 4                    | 4                    | 無綫電視劇《大藥坊》片尾曲 新城勁爆勵志‧兒歌榜：1                      | 無綫電視劇《大藥坊》片尾曲 新城勁爆勵志‧兒歌榜：1                      |
| 2015年                                |                            |                      |                      |                      |                      |                                                                        |                                                                        |
| TV Love Songs Forever / 星空愛情      | 不顧一切                   | -                    | -                    | 2                    | 2                    | 無綫外購劇《武則天》香港版插曲                                         | 無綫外購劇《武則天》香港版插曲                                         |
| 星空愛情                              | 一顆不變的心               | -                    | -                    | -                    | 1                    | 無綫電視劇《張保仔》插曲 DBC華語歌曲流行指數：20 音樂先鋒榜：4         | 無綫電視劇《張保仔》插曲 DBC華語歌曲流行指數：20 音樂先鋒榜：4         |
| 2016年                                |                            |                      |                      |                      |                      |                                                                        |                                                                        |
| 星空愛情                              | 我結婚了                   | -                    | -                    | -                    | 4                    | 粵語歌曲流行榜：2                                                      | 粵語歌曲流行榜：2                                                      |
| 2019年                                |                            |                      |                      |                      |                      |                                                                        |                                                                        |
|                                       | 做你的晨曦                 | -                    | -                    | -                    | -                    | 加拿大至 HIT 中文歌曲排行榜: 5                                         | 加拿大至 HIT 中文歌曲排行榜: 5                                         |
| 派台歌曲成績（五台）                  |                            |                      |                      |                      |                      |                                                                        |                                                                        |
| 唱片                                  | 歌曲                       | 903                  | RTHK                 | 997                  | TVB                  | ViuTV                                                                  | 備註                                                                   |
| 2021年                                |                            |                      |                      |                      |                      |                                                                        |                                                                        |
|                                       | 好好珍惜自己               | -                    | -                    | -                    | -                    | ×                                                                      | 無綫電視劇《星空下的仁醫》主題曲                                       |
| 2025年                                |                            |                      |                      |                      |                      |                                                                        |                                                                        |
|                                       | Believe In Yourself        | -                    | -                    | -                    | -                    | -                                                                      |                                                                        |

| 各台冠軍歌總數 | 各台冠軍歌總數 | 各台冠軍歌總數 | 各台冠軍歌總數 | 各台冠軍歌總數 | 各台冠軍歌總數                      | 各台冠軍歌總數                      |
| -------------- | -------------- | -------------- | -------------- | -------------- | ----------------------------------- | ----------------------------------- |
| 四台a          | 903            | RTHK           | 997            | TVB            | 備註                                | 備註                                |
| 四台a          | 0              | 1              | 1              | 7              | 四台冠軍歌總數：0 三台冠軍歌總數：1 | 四台冠軍歌總數：0 三台冠軍歌總數：1 |
| 五台b          | 903            | RTHK           | 997            | TVB            | ViuTV                               | 備註                                |
| 五台b          | 0              | 0              | 0              | 0              | 0                                   | 五台冠軍歌總數：0                   |

- （*）表示仍在榜上
- （×）沒有派往該台
- ^  注解a：包括2020年後的冠軍歌曲
- ^  注解b：2020年起

## 廣告/代言
| 年份   | 廣告/代言        | 備註                |
| ------ | ---------------- | ------------------- |
| 2022年 | 加拿大楓之寶     |                     |
| 2025年 | 華僑銀行（香港） | 與大女Kelly共同演出 |
| 2025年 | HONOR Magic V5   | 與林峯合作          |

## 其他

### 寫真集
- 2013年7月17日：《幸·福》（ISBN 4893426001715、《TVB周刊》出版）[71][72][73][74]

### 無綫月曆
| 年份   | 備註                                                                            |
| 2006年 | 7 / 8月：夏天（與蔡少芬、沈穎婷、蔡淇俊、林峯、徐子珊、鄭嘉穎、姚子羚、崔建邦） |
| 2007年 | 3月（與馬國明、陳錦鴻、李詩韻）                                                 |
| 2008年 | 1月（與林峯、陳智燊、楊秀惠、高鈞賢）                                           |
| 2009年 | 1月：活力（與黃宗澤、林峯、徐子珊）                                             |
| 2013年 | 1月（與黃宗澤、林峯、徐子珊、陳茵媺）                                           |
| 2014年 | 1月：單車（與黃宗澤、吳卓羲、唐詩詠、黃智雯、馬賽、苟芸慧、黃翠如）             |
| 2015年 | 6月：《華麗轉身》（與汪明荃、劉松仁、方力申）                                   |
| 2016年 | 6月：《警犬巴打》（與黃宗澤、黃浩然、朱千雪、梁烈唯）                           |

## 獎項及提名
- 本條目只記載鍾嘉欣出道至今所獲得及提名的個人獎項。

選美獎項
| 年份   | 頒獎典禮 / 機構        | 獎項       | 結果 |
| ------ | ---------------------- | ---------- | ---- |
| 2002年 | 《Crystal Mall》       | 冠軍       | 獲獎 |
| 2002年 | 《Crystal Mall》       | 演繹泳衣獎 | 獲獎 |
| 2003年 | 《溫哥華華裔小姐競選》 | 冠軍       | 獲獎 |
| 2003年 | 《溫哥華華裔小姐競選》 | 最上鏡小姐 | 獲獎 |
| 2003年 | 《溫哥華華裔小姐競選》 | 才藝超凡獎 | 獲獎 |
| 2003年 | 《溫哥華華裔小姐競選》 | 雪地嬌娃獎 | 獲獎 |
| 2004年 | 《國際華裔小姐競選》   | 冠軍       | 獲獎 |

萬千星輝頒獎典禮
| 年份   | 獎項                           | 劇集                                     | 角色 / 歌曲        | 結果             |
| ------ | ------------------------------ | ---------------------------------------- | ------------------ | ---------------- |
| 2004年 | 本年度我最喜愛的女主角         | 《皆大歡喜》                             | 洪白嵐             | 提名             |
| 2004年 | 本年度我最喜愛的飛躍進步女藝員 | 《皆大歡喜》                             | 洪白嵐             | 提名             |
| 2006年 | 最佳女主角                     | 《法證先鋒》                             | 林汀汀             | 提名             |
| 2006年 | 我最喜愛的電視女角色           | 《法證先鋒》                             | 林汀汀             | 提名             |
| 2006年 | 飛躍進步女藝員                 | 《隨時候命》 《人生馬戲團》 《法證先鋒》 | 施楚淇 路丹 林汀汀 | 獲獎             |
| 2007年 | 最佳女主角                     | 《溏心風暴》                             | 常在心             | 提名             |
| 2007年 | 我最喜愛的電視女角色           | 《溏心風暴》                             | 常在心             | 提名（最後五強） |
| 2007年 | 內地觀眾最喜愛TVB女藝人        |                                          |                    | 提名             |
| 2008年 | 最佳女主角                     | 《金石良緣》                             | 施嘉嘉             | 提名（最後五強） |
| 2008年 | 我最喜愛的電視女角色           | 《搜神傳》                               | 薊彩芝             | 提名（最後五強） |
| 2009年 | 最佳女配角                     | 《珠光寶氣》                             | 宋子凌             | 提名（最後五強） |
| 2009年 | tvb.com人氣大獎                |                                          |                    | 提名             |
| 2010年 | 最佳女主角                     | 《蒲松齡》                               | 柳心如             | 提名（最後五強） |
| 2010年 | 我最喜愛的電視女角色           | 《公主嫁到》                             | 吳四德             | 提名（最後五強） |
| 2010年 | tvb.com人氣大獎                |                                          |                    | 提名             |
| 2011年 | 最佳女主角                     | 《點解阿Sir係阿Sir》                     | 古嘉嵐             | 提名（最後五強） |
| 2011年 | 我最喜愛的電視女角色           | 《點解阿Sir係阿Sir》                     | 古嘉嵐             | 提名（最後五強） |
| 2011年 | tvb.com微博人氣大獎            |                                          |                    | 提名             |
| 2011年 | 非凡風采女藝員                 |                                          |                    | 提名（最後三強） |
| 2012年 | 最佳女主角                     | 《護花危情》                             | 喬子琳             | 提名（最後五強） |
| 2013年 | 最佳女主角                     | 《巨輪》                                 | 卓靜               | 提名（最後五強） |
| 2013年 | 最受歡迎電視女角色             | 《巨輪》                                 | 卓靜               | 提名（最後五強） |
| 2013年 | 中國內地最受歡迎TVB劇女藝人    |                                          |                    | 提名（最後五強） |
| 2014年 | 最佳女主角                     | 《大藥坊》                               | 杜佳期             | 提名（最後五強） |
| 2014年 | 最受歡迎電視女角色             | 《飛虎II》                               | 鍾韋恩             | 提名（最後五強） |
| 2014年 | 中國內地最受歡迎TVB劇女藝人    |                                          |                    | 提名（最後五強） |
| 2014年 | 最受歡迎劇集歌曲               | 《大藥坊》                               | 大愛               | 提名             |
| 2015年 | 最佳女主角                     | 《華麗轉身》                             | 司徒迪迪           | 提名（最後五強） |
| 2015年 | 最受歡迎電視女角色             | 《華麗轉身》                             | 司徒迪迪           | 提名（最後五強） |
| 2015年 | 最受歡迎劇集歌曲               | 《武則天》                               | 不顧一切           | 提名             |
| 2015年 | 最受歡迎劇集歌曲               | 《張保仔》                               | 一顆不變的心       | 提名             |
| 2015年 | 最受歡迎劇集歌曲               | 《東坡家事》                             | 我不夠好           | 提名             |
| 2015年 | 中國內地最受歡迎TVB劇女藝人    | 《華麗轉身》                             | 司徒迪迪           | 獲獎             |
| 2016年 | 最佳女主角                     | 《警犬巴打》                             | 馬志昊             | 提名             |
| 2016年 | 最受歡迎電視女角色             | 《警犬巴打》                             | 馬志昊             | 提名             |
| 2016年 | 最受歡迎劇集歌曲               | 《警犬巴打》                             | 你懂我             | 提名             |
| 2016年 | 最受歡迎劇集歌曲               | 《為食神探》                             | 我記不起           | 提名             |
| 2017年 | 最受歡迎劇集歌曲               | 《溏心風暴3》                            | I Promise          | 提名             |
| 2021年 | 最佳女主角                     | 《星空下的仁醫》                         | 章以芯             | 提名（最後五強） |
| 2021年 | 最受歡迎電視女角色             | 《星空下的仁醫》                         | 章以芯             | 提名（最後五強） |
| 2021年 | 最受歡迎電視拍檔               | 《星空下的仁醫》                         | 許甘楓、章以芯     | 提名（最後五強） |
| 2021年 | 最受歡迎電視歌曲               | 《星空下的仁醫》                         | 好好珍惜自己       | 提名（最後五強） |
| 2021年 | 馬來西亞最喜愛TVB女主角        | 《星空下的仁醫》                         | 章以芯             | 獲獎             |

Astro華麗台電視劇大獎
| 年份   | 獎項           | 劇集                   | 角色 / 歌曲    | 結果             |
| ------ | -------------- | ---------------------- | -------------- | ---------------- |
| 2007年 | 我的至愛角色   | 《隨時候命》           | 施楚淇         | 提名             |
| 2007年 | 我的至愛情侶檔 | 《隨時候命》           | 高可風、施楚淇 | 提名（最後五強） |
| 2008年 | 我的至愛女主角 | 《溏心風暴》           | 常在心         | 提名（最後五強） |
| 2008年 | 我的至愛角色   | 《溏心風暴》           | 常在心         | 獲獎             |
| 2008年 | 我的至愛情侶檔 | 《溏心風暴》           | 程亮、常在心   | 獲獎             |
| 2008年 | 我的至愛情侶檔 | 《溏心風暴》           | 唐至安、常在心 | 提名（最後五強） |
| 2008年 | 我最難忘的一吻 | 《溏心風暴》           | 程亮、常在心   | 提名（最後五強） |
| 2009年 | 我的至愛女主角 | 《金石良緣》           | 施嘉嘉         | 提名（最後五強） |
| 2009年 | 我的至愛角色   | 《金石良緣》           | 施嘉嘉         | 獲獎             |
| 2009年 | 我的至愛情侶檔 | 《金石良緣》           | 成日安、施嘉嘉 | 提名（最後五強） |
| 2009年 | 我的至愛情侶檔 | 《溏心風暴之家好月圓》 | 甘永好、素心   | 提名（最後五強） |
| 2009年 | 我的至愛主題曲 | 《金石良緣》           | 小故事         | 提名（最後五強） |

MY AOD我的最愛頒獎典禮
| 年份   | 獎項                 | 劇集                 | 角色 / 歌曲    | 結果             |
| ------ | -------------------- | -------------------- | -------------- | ---------------- |
| 2010年 | 我的最愛電視女主角   | 《蒲松龄》           | 柳心如         | 提名（最後五強） |
| 2010年 | 我的最愛電視角色     | 《蒲松龄》           | 柳心如         | 獲獎             |
| 2011年 | 我的最愛電視女主角   | 《點解阿Sir係阿Sir》 | 古嘉嵐         | 提名（最後五強） |
| 2011年 | 我的最愛電視角色     | 《點解阿Sir係阿Sir》 | 古嘉嵐         | 獲獎             |
| 2012年 | 我的最愛電視女主角   | 《護花危情》         | 喬子琳         | 提名（最後五強） |
| 2012年 | 我的最愛電視角色     | 《護花危情》         | 喬子琳         | 獲獎             |
| 2012年 | 我的最愛電視螢幕情侶 | 《護花危情》         | 許瑋琛、喬子琳 | 提名（最後五強） |
| 2012年 | 我的最愛電視歌曲     | 《護花危情》         | 最幸福的事     | 提名（最後五強） |

TVB馬來西亞星光薈萃頒獎典禮
| 年份   | 獎項              | 劇集         | 角色 / 歌曲      | 結果             |
| ------ | ----------------- | ------------ | ---------------- | ---------------- |
| 2013年 | 最喜愛TVB女主角   | 《巨輪》     | 卓靜             | 獲獎             |
| 2013年 | 最喜愛TVB電視角色 | 《巨輪》     | 卓靜             | 獲獎             |
| 2013年 | 最喜愛TVB螢幕情侶 | 《巨輪》     | 喬天生、卓靜     | 提名（最後五強） |
| 2014年 | 最喜愛TVB女主角   | 《大藥坊》   | 杜佳期           | 提名（最後三強） |
| 2014年 | 最喜愛TVB電視角色 | 《大藥坊》   | 杜佳期           | 獲獎             |
| 2014年 | 最喜愛TVB螢幕情侶 | 《飛虎II》   | 展瀚韜、鍾韋恩   | 提名             |
| 2015年 | 最喜愛TVB女主角   | 《華麗轉身》 | 司徒迪迪         | 提名（最後三強） |
| 2015年 | 最喜愛TVB電視角色 | 《華麗轉身》 | 司徒迪迪         | 獲獎             |
| 2015年 | 最喜愛TVB螢幕情侶 | 《華麗轉身》 | 桑尚恆、司徒迪迪 | 提名             |
| 2016年 | 最喜愛TVB電視角色 | 《警犬巴打》 | 馬志昊           | 提名             |
| 2016年 | 最喜愛TVB螢幕情侶 | 《警犬巴打》 | 黎溢湫、馬志昊   | 提名             |

星和無綫電視大獎
| 年份   | 獎項                   | 劇集                   | 角色 / 歌曲    | 結果             |
| ------ | ---------------------- | ---------------------- | -------------- | ---------------- |
| 2010年 | 我最愛TVB女藝人        |                        |                | 提名             |
| 2010年 | 我最愛TVB電視女角色    | 《溏心風暴之家好月圓》 | 素心           | 提名             |
| 2011年 | 我最愛TVB女藝人        |                        |                | 提名             |
| 2011年 | 我最愛TVB電視女角色    | 《蒲松齡》             | 柳心如         | 提名             |
| 2011年 | 我最愛TVB螢幕情侶      | 《蒲松齡》             | 蒲松齡、柳心如 | 提名             |
| 2011年 | 我最愛TVB螢幕情侶      | 《公主嫁到》           | 金多壽、吳四德 | 提名             |
| 2012年 | 我最愛TVB女藝人        |                        |                | 提名             |
| 2012年 | 我最愛TVB電視女角色    | 《缺宅男女》           | 關嘉樂         | 獲獎             |
| 2012年 | 我最愛TVB螢幕情侶'     | 《點解阿Sir係阿Sir》   | 羅耀華、古嘉嵐 | 獲獎             |
| 2012年 | 我最愛TVB電視主題曲    | 《缺宅男女》           | 傷城記         | 提名             |
| 2012年 | 最佳笑容獎             |                        |                | 獲獎             |
| 2013年 | 我最愛TVB女藝人        |                        |                | 提名             |
| 2013年 | 我最愛TVB電視女角色    | 《護花危情》           | 喬子琳         | 獲獎             |
| 2013年 | 我最愛TVB螢幕情侶      | 《護花危情》           | 許瑋琛、喬子琳 | 提名（最後五強） |
| 2013年 | 我最愛TVB電視主題曲    | 《護花危情》           | 最幸福的事     | 提名             |
| 2013年 | 全天候亮麗藝人獎       |                        |                | 獲獎             |
| 2013年 | 靚爆星光大道獎         |                        |                | 獲獎             |
| 2014年 | 我最愛TVB女主角        | 《大藥坊》             | 杜佳期         | 提名             |
| 2014年 | 我最愛TVB電視女角色    | 《大藥坊》             | 杜佳期         | 獲獎             |
| 2014年 | 我最愛TVB電視主題曲    | 《愛情來的時候》       | 鋼琴哭         | 提名             |
| 2014年 | 靚爆星光大道獎         |                        |                | 獲獎             |
| 2015年 | 我最愛TVB女主角        | 《飛虎II》             | 鍾韋恩         | 提名             |
| 2015年 | 我最愛TVB電視女角色    | 《飛虎II》             | 鍾韋恩         | 獲獎             |
| 2015年 | 我最愛TVB螢幕情侶      | 《飛虎II》             | 展瀚韜、鍾韋恩 | 提名（最後六強） |
| 2015年 | BottomSlim完美曲線大獎 |                        |                | 獲獎             |
| 2016年 | 我最愛TVB女主角        | 《警犬巴打》           | 馬志昊         | 提名             |
| 2016年 | 我最愛TVB螢幕情侶      | 《警犬巴打》           | 黎溢湫、馬志昊 | 提名             |

明報周刊演藝動力大獎
| 年份   | 獎項                   | 劇集                 | 角色   | 結果             |
| ------ | ---------------------- | -------------------- | ------ | ---------------- |
| 2011年 | 最突出電視女演員       | 《點解阿Sir係阿Sir》 | 古嘉嵐 | 提名（最後五強） |
| 2011年 | 我最支持的演藝動力大獎 | 《點解阿Sir係阿Sir》 | 古嘉嵐 | 獲獎             |

微博影響力十大頒獎禮
| 年份   | 獎項                 | 劇集         | 角色 / 歌曲    | 結果             |
| ------ | -------------------- | ------------ | -------------- | ---------------- |
| 2013年 | 微博給力電視劇女角色 | 《巨輪》     | 卓靜           | 提名（最後五強） |
| 2014年 | 微博給力電視劇女角色 | 《飛虎II》   | 鍾韋恩         | 提名（最後三強） |
| 2014年 | 微博給力螢幕情侶     | 《大藥坊》   | 丁一元、杜佳期 | 提名             |
| 2014年 | 微博給力劇集歌曲     | 《大藥坊》   | 大愛           | 提名（最後三強） |
| 2014年 | 微博給力微訪談       |              |                | 獲獎             |
| 2015年 | 微博給力電視劇女角色 | 《華麗轉身》 | 司徒迪迪       | 提名（最後兩強） |
| 2015年 | 微博給力女歌手       |              |                | 提名最後五強     |
| 2015年 | 微博給力劇集歌曲     | 《張保仔》   | 一顆不變的心   | 提名（最後兩強） |
| 2016年 | 微博給力劇集歌曲     | 《為食神探》 | 我記不起       | 提名             |
| 2016年 | 微博給力人氣星二代   |              |                | 提名（最後三強） |

微博最愛萬千星輝電視選舉
| 年份   | 獎項         | 劇集         | 角色           | 結果             |
| ------ | ------------ | ------------ | -------------- | ---------------- |
| 2016年 | 年度女主角   | 《警犬巴打》 | 馬志昊         | 提名（最後兩強） |
| 2016年 | 年度螢幕情侶 | 《警犬巴打》 | 黎溢湫、馬志昊 | 提名（最後兩強） |

觀眾在民間電視大獎
| 年份   | 獎項             | 劇集             | 角色 / 歌曲            | 結果             |
| ------ | ---------------- | ---------------- | ---------------------- | ---------------- |
| 2018年 | 民選最佳女配角   | 《再創世紀》     | 鄭思妤                 | 提名             |
| 2018年 | 民選最佳戲劇拍檔 | 《再創世紀》     | 高哲、鄭思妤           | 提名             |
| 2021年 | 民選最佳女主角   | 《星空下的仁醫》 | 章以芯                 | 提名（最後五強） |
| 2021年 | 民選最佳戲劇拍檔 | 《星空下的仁醫》 | 許甘楓、章以芯         | 提名（最後十強） |
| 2021年 | 民選最佳戲劇拍檔 | 《星空下的仁醫》 | 許甘楓、況叢昕、章以芯 | 提名（最後十強） |
| 2021年 | 民選最佳電視歌曲 | 《星空下的仁醫》 | 好好珍惜自己           | 提名（最後五強） |

壹電視大獎
| 年份   | 獎項                               | 結果 |
| ------ | ---------------------------------- | ---- |
| 2006年 | Yumei皙白瑩肌大獎                  | 獲獎 |
| 2007年 | mYoga動靜相融女藝人大獎            | 獲獎 |
| 2007年 | 十大電視藝人                       | 提名 |
| 2008年 | 十大電視藝人第九位                 | 獲獎 |
| 2008年 | 金至尊珠寶 氣質女人大獎            | 提名 |
| 2009年 | 十大電視藝人第六位                 | 獲獎 |
| 2010年 | 十大電視藝人第六位                 | 獲獎 |
| 2010年 | Polo Santa Roberta型人品味藝人大獎 | 獲獎 |
| 2010年 | Philips星勢非凡大獎                | 提名 |
| 2011年 | 十大電視藝人第六位                 | 獲獎 |
| 2011年 | 維多C健康防衛大獎2                 | 提名 |
| 2012年 | 十大電視藝人第五位                 | 獲獎 |
| 2012年 | Toshiba聲色非凡藝人大獎            | 獲獎 |
| 2012年 | GlanSmile最佳笑容藝人大獎          | 提名 |
| 2012年 | MOISELLE高雅時尚女藝人大獎         | 提名 |
| 2013年 | 十大電視藝人第一位                 | 獲獎 |
| 2013年 | GlamSmile 最佳笑容藝人大獎         | 提名 |

TVB周刊獎項
| 年份   | 頒獎典禮 / 機構                                        | 獎項                 | 劇集                   | 角色           | 結果             |
| ------ | ------------------------------------------------------ | -------------------- | ---------------------- | -------------- | ---------------- |
| 2005年 | 《TVB周刊最強人氣選舉》                                | 最強人氣偶像王（女） | 《皆大歡喜》           | 洪白嵐         | 提名             |
| 2005年 | 《TVB周刊最強人氣選舉》                                | 最強人氣潮人王（女） | 《皆大歡喜》           | 洪白嵐         | 提名             |
| 2006年 | 《TVB周刊455期 - 全城投入《TVB周刊》最強人氣選舉2006》 | 十大最強人氣電視角色 | 《法證先鋒》           | 林汀汀         | 提名             |
| 2011年 | 《TVB周刊760期 - TVB十大螢幕情侶選舉》                 | 十大螢幕情侶         | 《溏心風暴》           | 唐至安、常在心 | 提名             |
| 2011年 | 《TVB周刊760期 - TVB十大螢幕情侶選舉》                 | 十大螢幕情侶         | 《溏心風暴之家好月圓》 | 甘永好、素心   | 提名（最後五強） |
| 2012年 | 《最強人氣頒獎典禮》                                   | 最強人氣廣告天后     |                        |                | 獲獎             |

壹周刊大獎
| 年份   | 獎項         | 結果 |
| ------ | ------------ | ---- |
| 2007年 | 健康之星獎   | 獲獎 |
| 2010年 | 十大健康之星 | 提名 |
| 2011年 | 十大健康之星 | 提名 |
| 2012年 | 十大健康之星 | 獲獎 |

TVB獎項
| 年份   | 頒獎典禮 / 機構 | 獎項                         | 結果 |
| ------ | --------------- | ---------------------------- | ---- |
| 2014年 | 無綫電視        | 無綫電視台十年長期服務員工獎 | 獲獎 |

勁歌金曲優秀選
| 年份   | 獎項                                     | 結果 |
| ------ | ---------------------------------------- | ---- |
| 2008年 | 第三回得獎歌曲（《其實我不快樂》）       | 獲獎 |
| 2009年 | 第三回得獎歌曲（《日夜想你》）           | 獲獎 |
| 2010年 | 第一回得獎歌曲（《明爭暗鬥》）           | 獲獎 |
| 2010年 | 第一回得獎歌曲（《愛得起》、與鄭融合唱） | 獲獎 |
| 2011年 | 第一回得獎歌曲（《If You Want Me》）     | 獲獎 |
| 2011年 | 第二回候選歌曲（《得閒找你》）           | 提名 |
| 2012年 | 第三回得獎歌曲（《預防針》）             | 獲獎 |
| 2013年 | 第一回得獎歌曲（《你是我的一半》）       | 獲獎 |
| 2014年 | 第一回得獎歌曲（《鋼琴哭》）             | 獲獎 |
| 2014年 | 第二回候選歌曲（《大爱》）               | 提名 |
| 2015年 | 第一回候選歌曲（《不顧一切》）           | 提名 |
| 2015年 | 第二回得獎歌曲（《一顆不變的心》）       | 獲獎 |
| 2016年 | 第一回候選歌曲（《我結婚了》）           | 提名 |

十大勁歌金曲頒獎典禮
| 年份   | 獎項                                                          | 結果             |
| ------ | ------------------------------------------------------------- | ---------------- |
| 2008年 | 最受歡迎女新人獎 - 銀獎                                       | 獲獎             |
| 2009年 | 最受歡迎女歌星                                                | 提名             |
| 2009年 | 最受歡迎唱作歌星                                              | 提名             |
| 2009年 | 傑出表現獎 - 銅獎                                             | 獲獎             |
| 2009年 | 十大勁歌金曲獎（《日夜想你》）                                | 提名             |
| 2009年 | 最受歡迎合唱歌曲獎 - 銅獎（《戀愛令人心痛》、與韋雄合唱）     | 獲獎             |
| 2009年 | 最受歡迎改編歌曲獎（《戀愛令人心痛》、與韋雄合唱）            | 提名             |
| 2010年 | 最受歡迎女歌星                                                | 提名             |
| 2010年 | 亞太區最受歡迎香港女歌星                                      | 提名             |
| 2010年 | 十大勁歌金曲獎（《明爭暗鬥》）                                | 提名             |
| 2010年 | 十大勁歌金曲獎（《愛得起》、與鄭融合唱）                      | 提名             |
| 2010年 | 最受歡迎合唱歌曲獎 - 銅獎（《愛得起》、與鄭融合唱）           | 獲獎             |
| 2010年 | 最受歡迎廣告歌曲獎（Neway Karaoke Box《愛得起》、與鄭融合唱） | 提名（最後五強） |
| 2010年 | 最受歡迎改編歌曲獎                                            | 提名             |
| 2010年 | 傑出表現獎                                                    | 提名             |
| 2011年 | 最受歡迎女歌星                                                | 提名             |
| 2011年 | 亞太區最受歡迎香港女歌星                                      | 提名             |
| 2011年 | 最受歡迎唱作歌星                                              | 提名             |
| 2011年 | 十大勁歌金曲獎（《If You Want Me》）                          | 提名             |
| 2011年 | 最受歡迎改編歌曲獎（《If You Want Me》）                      | 提名             |
| 2011年 | 傑出表現獎                                                    | 提名             |
| 2012年 | 最受歡迎女歌星                                                | 提名             |
| 2012年 | 亞太區最受歡迎女歌星                                          | 提名             |
| 2012年 | 十大勁歌金曲獎（《預防針》）                                  | 獲獎             |
| 2012年 | 最受歡迎合唱歌曲獎（《傷城記》、與吳卓羲合唱）                | 提名             |
| 2012年 | 傑出表現獎                                                    | 提名             |
| 2013年 | 最受歡迎女歌星                                                | 提名             |
| 2013年 | 勁歌金曲獎（《你是我的一半》）                                | 提名             |
| 2013年 | 最受歡迎電視劇歌曲獎（《幸福歌》）                            | 提名             |
| 2014年 | 最受歡迎女歌星                                                | 提名             |
| 2014年 | 勁歌金曲獎（《鋼琴哭》）                                      | 提名             |
| 2015年 | 最受歡迎女歌星                                                | 提名（最後三強） |
| 2015年 | 勁歌金曲獎（《一顆不變的心》）                                | 提名             |
| 2015年 | 勁歌金曲獎（《不顧一切》）                                    | 提名             |

新城勁爆頒獎禮
| 年份   | 獎項                                                 | 結果 |
| ------ | ---------------------------------------------------- | ---- |
| 2008年 | 新城勁爆女新人王                                     | 獲獎 |
| 2009年 | 新城勁爆人氣歌手                                     | 獲獎 |
| 2009年 | 新城勁爆我最欣賞女歌手                               | 提名 |
| 2009年 | 新城勁爆卡拉OK歌曲（《日夜想你》）                   | 獲獎 |
| 2009年 | 新城勁爆我最欣賞歌曲（《戀愛令人心痛》、與韋雄合唱） | 提名 |
| 2009年 | 新城勁爆我最欣賞歌曲（《日夜想你》）                 | 提名 |
| 2010年 | 新城勁爆女歌手                                       | 提名 |
| 2010年 | 新城勁爆我最欣賞女歌手                               | 提名 |
| 2010年 | 新城勁爆歌曲（《明爭暗鬥》）                         | 提名 |
| 2010年 | 新城勁爆歌曲（《愛得起》、與鄭融合唱）               | 提名 |
| 2011年 | 新城勁爆女歌手                                       | 提名 |
| 2011年 | 新城勁爆我最欣賞女歌手                               | 提名 |
| 2012年 | 新城勁爆女歌手                                       | 獲獎 |
| 2012年 | 新城勁爆我最欣賞女歌手                               | 提名 |
| 2012年 | 新城全國樂迷投選勁爆躍進歌手                         | 提名 |
| 2012年 | 新城勁爆新媒體歌曲（《預防針》）                     | 獲獎 |
| 2013年 | 新城勁爆女歌手                                       | 獲獎 |
| 2014年 | 新城勁爆女歌手                                       | 獲獎 |
| 2014年 | 新城勁爆歌曲（《鋼琴哭》）                           | 獲獎 |
| 2015年 | 新城勁爆女歌手                                       | 提名 |

十大中文金曲頒獎音樂會
| 年份   | 獎項                                         | 結果 |
| ------ | -------------------------------------------- | ---- |
| 2008年 | 最有前途新人獎 - 優異獎                      | 獲獎 |
| 2010年 | 優秀流行歌手大獎                             | 提名 |
| 2010年 | 十大金曲獎（《愛得起》、與鄭融合唱）         | 提名 |
| 2010年 | 全球華人至尊金曲獎（《愛得起》、與鄭融合唱） | 提名 |
| 2013年 | 優秀流行歌手大獎                             | 提名 |
| 2013年 | 十大金曲獎（《你是我的一半》）               | 提名 |

TVB8金曲榜頒獎典禮
| 年份   | 獎項                                                   | 結果 |
| ------ | ------------------------------------------------------ | ---- |
| 2008年 | 最佳新人獎 - 銀獎                                      | 獲獎 |
| 2011年 | TVB8金曲榜全球觀眾最愛粵語歌曲獎（《得閒找你》）       | 提名 |
| 2011年 | TVB8金曲榜全球觀眾最愛粵語歌曲獎（《If You Want Me》） | 提名 |
| 2013年 | TVB8金曲榜最受歡迎女歌手獎                             | 提名 |
| 2013年 | TVB8金曲榜金曲獎（《你是我的一半》）                   | 提名 |
| 2014年 | TVB8金曲榜最受歡迎女歌手獎                             | 提名 |
| 2015年 | TVB8金曲榜最受歡迎女歌手獎                             | 提名 |

兒歌金曲頒獎典禮
| 年份   | 獎項                           | 結果 |
| ------ | ------------------------------ | ---- |
| 2007年 | 十大兒歌金曲（《動物橫町》）   | 獲獎 |
| 2008年 | 十大兒歌金曲（《彩雲國物語》） | 獲獎 |
| 2008年 | 兒歌金曲金獎（《彩雲國物語》） | 獲獎 |

新城勁爆兒歌頒獎禮
| 年份   | 獎項                                   | 結果 |
| ------ | -------------------------------------- | ---- |
| 2007年 | 新城勁爆兒歌（《動物橫町》）           | 獲獎 |
| 2008年 | 新城勁爆兒歌（《彩雲國物語》）         | 獲獎 |
| 2008年 | 新城勁爆年度兒歌大獎（《彩雲國物語》） | 獲獎 |
| 2014年 | 新城勁爆勵志兒歌（《大愛》）           | 提名 |

YAHOO!搜尋人氣大獎
| 年份   | 獎項                 | 結果 |
| ------ | -------------------- | ---- |
| 2006年 | 搜尋人氣電視女藝人   | 提名 |
| 2007年 | 搜尋人氣急升電視藝人 | 獲獎 |
| 2007年 | 搜尋人氣電視女藝人   | 提名 |
| 2008年 | 搜尋人氣急升新人     | 獲獎 |
| 2008年 | 搜尋人氣電視女藝人   | 提名 |
| 2009年 | 搜尋人氣電視女藝人   | 提名 |
| 2010年 | 搜尋人氣電視女藝人   | 提名 |
| 2011年 | 搜尋人氣電視女藝人   | 提名 |
| 2012年 | 搜尋人氣電視女藝人   | 提名 |
| 2013年 | 搜尋人氣電視女藝人   | 提名 |
| 2014年 | 搜尋人氣電視女藝人   | 提名 |
| 2015年 | 搜尋人氣電視女藝人   | 提名 |

 Yes!Idol全港偶像投票總選
| 年份   | 獎項          | 結果 |
| ------ | ------------- | ---- |
| 2008年 | 女新人王      | 獲獎 |
| 2008年 | 人氣電視Idol  | 獲獎 |
| 2009年 | Yes!Idol      | 獲獎 |
| 2009年 | 唱K點爆女Idol | 獲獎 |

SINA Music樂壇民意指數頒獎禮
| 年份   | 獎項                                   | 結果 |
| ------ | -------------------------------------- | ---- |
| 2008年 | 我最喜愛女新人 - 金獎                  | 獲獎 |
| 2009年 | 最高收聽率二十大歌曲獎（《日夜想你》） | 獲獎 |

IFPI香港唱片銷量大獎
| 年份   | 獎項                                   | 結果 |
| ------ | -------------------------------------- | ---- |
| 2008年 | 最暢銷本地女新人                       | 獲獎 |
| 2012年 | 十大暢銷本地唱片（《Love Love Love》） | 獲獎 |

其他電視獎項
| 年份   | 頒獎典禮 / 機構          | 獎項                         | 劇集                 | 角色 / 歌曲 | 結果             |
| ------ | ------------------------ | ---------------------------- | -------------------- | ----------- | ---------------- |
| 2006年 | 《星期8週刊》投票        | 最理想螢幕情人               | 《法證先鋒》         | 林汀汀      | 獲獎             |
| 2010年 | 《萬千星輝頒獎典禮2010》 | 最佳女主角五強金牌           | 《蒲松齡》           | 柳心如      | 獲獎             |
| 2010年 | 《萬千星輝頒獎典禮2010》 | 我最喜愛的電視女角色五強金牌 | 《公主嫁到》         | 吳四德      | 獲獎             |
| 2012年 | 《越南DMA頒獎典禮2012》  | 最受歡迎女演員（香港地區）   | 《點解阿Sir係阿Sir》 | 古嘉嵐      | 獲獎             |
| 2012年 | 《環遊世界明星賽》       | 我最喜愛的星中之星           |                      |             | 獲獎             |
| 2013年 | 《越南DMA頒獎典禮2013》  | 最受歡迎女演員（香港地區）   | 《護花危情》         | 喬子琳      | 獲獎             |
| 2013年 | 《越南DMA頒獎典禮2013》  | 最受歡迎主題曲               | 《護花危情》         | 最幸福的事  | 獲獎             |
| 2013年 | 《TVB fun》              | 我至Like角色                 | 《巨輪》             | 卓靜        | 提名（最後四強） |
| 2013年 | 《萬千星輝賀台慶2013》   | 藝員眼中的視后                 | 《巨輪》             | 卓靜        | 提名（最後兩強） |

其他電影獎項
| 年份   | 頒獎典禮 / 機構            | 獎項                    | 電影       | 結果             |
| ------ | -------------------------- | ----------------------- | ---------- | ---------------- |
| 2007年 | 《百悅名表》               | 最有前途演藝之星獎      |            | 獲獎             |
| 2007年 | 《香港電影導演會年度大獎》 | 2007年度新演員獎 - 銀獎 | 《十分愛》 | 獲獎             |
| 2008年 | 《第27屆香港電影金像獎》   | 最佳新演員              | 《十分愛》 | 提名（最後五強） |

其他音樂獎項
| 年份   | 頒獎典禮 / 機構                    | 獎項                               | 結果 |
| ------ | ---------------------------------- | ---------------------------------- | ---- |
| 2008年 | 《新城08熱捧新星SHOW》             | 現場表現最好女新人                 | 獲獎 |
| 2009年 | 《雪碧中國原創音樂流行榜》         | 新人獎（港台）                     | 獲獎 |
| 2009年 | 《雪碧中國原創音樂流行榜》         | 飛躍表現獎（香港地区）             | 獲獎 |
| 2009年 | 《雪碧中國原創音樂流行榜》         | 歌曲獎（《二人世界》）             | 提名 |
| 2009年 | 《雪碧中國原創音樂流行榜》         | 歌曲獎（《戀愛令人心痛》）         | 提名 |
| 2009年 | 《雪碧中國原創音樂流行榜》         | 歌曲獎（《日夜想你》）             | 提名 |
| 2012年 | 《音樂先鋒榜》                     | 歌曲獎（《你是我的一半（國語）》） | 提名 |
| 2013年 | 《「勁歌王」全球華人樂壇音樂盛典》 | 傑出青年歌手獎                     | 獲獎 |
| 2019年 | 《AEG Music音樂排行榜頒獎典禮》    | 鑽石躍進歌手                       | 獲獎 |
| 2019年 | 《AEG Music音樂排行榜頒獎典禮》    | 鑽石MV歌曲《做你的晨曦》           | 獲獎 |

其他公益 ／ 廣告獎項
| 年份   | 頒獎典禮 / 機構      | 獎項                         | 結果 |
| ------ | -------------------- | ---------------------------- | ---- |
| 2005年 | 謝瑞麟珠寶店         | 新寵兒獎                     | 獲獎 |
| 2009年 | 三藩市有關部門       | 榮譽獎狀                     | 獲獎 |
| 2009年 | 《世紀櫻花頒獎典禮》 | 2008年度最受客戶歡迎女藝人獎 | 獲獎 |
| 2022年 | 《youtube》          | 十萬訂閱獎牌                 | 獲獎 |

其他票選榮譽
| 年份   | 頒獎典禮 / 機構                | 選舉 / 排行榜 | 獎項                                                            | 結果 |
| ------ | ------------------------------ | --- | --------------------------------------------------------------- | ---- |
| 2007年 | 星島日報                       | 民意調查：新進電視圈一姐接班人                                                                                               | 第1位（得票率：64%）                                            | 獲獎 |
| 2007年 | 星島日報                       | 民意調查：最年輕上位男女藝人票選                                                                                             | 最年輕上位藝人：第1位                                           | 獲獎 |
| 2008年 | 星島日報                       | 民意調查：你覺得哪位小生花旦最具實力當歌手？                                                                                 | 第1位（得票率：42%）                                            | 獲獎 |
| 2009年 | 星島日報                       | 民意調查：你都選哪位娛樂圈女藝人做你的理想情人呢？                                                                           | 第1位（得票率：32%）                                            | 獲獎 |
| 2009年 | 星島日報                       | 民意調查：你認為哪對是「幕前最合襯情侶」？                                                                                   | 第1位：林峯、鍾嘉欣（得票率：44%）                              | 獲獎 |
| 2009年 | 星島日報                       | 民意調查：你覺得哪對是「現實生活最登對情侶」？                                                                               | 第2位：林峯、鍾嘉欣（得票率：26%）                              | 獲獎 |
| 2010年 | 蘋果日報                       | 港星網絡人氣大比拼 | 第2位                                                           | 獲獎 |
| 2011年 | 巴巴閉邊個夠我查篤撐 爆擊題    | [花旦上位演技大比併]2011年，電視劇年中結算，邊個係你心目中嘅視后？                                                             | 第1位（得票率：60%）                                            | 獲獎 |
| 2011年 | 巴巴閉邊個夠我查篤撐 爆擊題    | 邊個女主角可以殺入最後五強，爭奪視后？                                                                                         | 第1位（得票率：45%）                                            | 獲獎 |
| 2011年 | 巴巴閉邊個夠我查篤撐 爆擊題    | 十二月五號晚星期一台慶頒獎禮，將會誕生視后、視帝，爆爆選委率先爆出最後五強，由星期五到星期六晚十點，請爆擊邊個係你最撐嘅終極視后 | 第1位（得票率：70.05%）                                         | 獲獎 |
| 2011年 | 新地                           | 胡杏兒、楊怡、鍾嘉欣、陳法拉，邊個最有機做今年視后？                                                                           | 第1位（得票率：34%）                                            | 獲獎 |
| 2011年 | Yahoo!雅虎香港                 | 瘦身代言二揀一，你LIKE邊個？                                                                                                 | 第1位（得票率：42%）                                            | 獲獎 |
| 2011年 | 我愛香港投票網                 | TVB 2011 最佳女主角（投票總數：553票）                                                                                       | 第1位（得票率：24%、135票）                                     | 獲獎 |
| 2011年 | 我愛香港投票網                 | TVB 2011 我最喜愛電視女角色（投票總數：251票）                                                                               | 第1位（得票率：31%、78票）                                      | 獲獎 |
| 2012年 | 高登討論區                     | 第一屆高登女神總選（香港區）                                                                                                 | 第4位                                                           | 獲獎 |
| 2012年 | HKClip5, Vivablueme, HKiTunes' | 《最愛2012年歌曲》 | 2012 最受歡迎女歌手：金獎 Gold（你是我的一半）－ 424票          | 獲獎 |
| 2012年 | HKClip5, Vivablueme, HKiTunes' | 《最愛2012年歌曲》 | 2012 最愛電視劇主題曲：第2位 最幸福的事 － 512票                | 獲獎 |
| 2012年 | HKClip5, Vivablueme, HKiTunes' | 《最愛2012年歌曲》 | 2012 最愛合唱歌曲：第1位 傷城記（與吳卓羲合唱）－ 412票         | 獲獎 |
| 2012年 | HKClip5, Vivablueme, HKiTunes' | 《最愛2012年歌曲》 | 2012 最愛國語（香港）歌曲：第3位 友愛是這樣簡單 － 160票        | 獲獎 |
| 2012年 | HKClip5, Vivablueme, HKiTunes' | 《最愛2012年歌曲》 | 2012 最愛廣東歌曲：第4位 預防針 － 316票                        | 獲獎 |
| 2012年 | 預訂酒店網站調查               | 「香港旅客最想與哪位名人合租酒店房間？」                                                                                     | -                                                               | 提名 |
| 2012年 | 加拿大中文電台                 | 10大最想一起渡過情人節的明星                                                                                                 | -                                                               | 提名 |
| 2013年 | HKClip5, Vivablueme, HKiTunes  | 《最愛2013年歌曲》 | 最愛2013年合唱歌曲﹕金獎 Gold：交替之間（與胡鴻鈞合唱）－ 359票 | 獲獎 |
| 2013年 | 高登討論區                     | 第二屆高登女神總選 | 第6位                                                           | 獲獎 |
| 2013年 | Google香港                     | Google香港2013年度搜尋排行榜                                                                                                 | Google香港2013十大本地女星搜尋排行榜：第9位                     | 獲獎 |
| 2013年 | Yahoo!雅虎香港                 | 2013十大娛樂新聞 | 鍾嘉欣於《玩嘢王》以精湛爆喊演出整蠱魔術師備受讚賞              | 提名 |
| 2013年 | Yahoo!雅虎香港                 | 5月新聞人物 | 第1位                                                           | 獲獎 |
| 2014年 | HKClip5, Vivablueme, HKiTunes  | 《最愛2014年歌曲》 | 最愛2014年歌曲：[第六位] 鋼琴哭（鍾嘉欣）－ 346 票              | 獲獎 |
| 2015年 | 東網巨星                       | 《東網民選TV King & Queen》                                                                                                  | 民選視后：第1位                                                   | 獲獎 |
| 2015年 | 東方新地                       | 誰是你心水視后？ | 第1位                                                           | 獲獎 |
| 2015年 | Yahoo!雅虎香港                 | 2015視帝視后投票站 | 最佳女主角：第1位                                               | 獲獎 |

其他公銜
- 2007年：「願望成真大使」、「健康之星」
- 2008年：「奧運之星」（與廖碧兒、林峯和蕭正楠）、禁毒義工團兼香港保安禁毒處「禁毒大使」
- 2010年至今：保良局「兒童助養大使」[76][77]
- 2015年：在聖基道80周年步行籌款「愛心大使」

## 外部連結
- 鍾嘉欣的Facebook專頁
- YouTube上的鍾嘉欣 Linda Chung頻道
- 鍾嘉欣的新浪微博
- 鍾嘉欣的Instagram帳戶
- 2004年度國際華裔小姐官方網站：鍾嘉欣參選資料
- TVBActress.com的鍾嘉欣資料（英文）
- 鍾嘉欣在香港影庫上的簡介

| 前任： 王燁希 | 溫哥華華裔小姐競選冠軍 2003年 | 繼任： 李亞男 |